# Sora Škofja Loka - jez Goričane
Sora Škofja Loka - jez Goričane este o arie protejată (arie specială de conservare — SAC, sit de importanță comunitară — SCI) din Slovenia întinsă pe o suprafață de 186,74 ha, integral pe uscat.

## Localizare
Centrul sitului Sora Škofja Loka - jez Goričane este situat la coordonatele 46°09′36″N 14°21′07″E / 46.16°N 14.3519°E.

## Înființare
Situl Sora Škofja Loka - jez Goričane a fost declarat sit de importanță comunitară în aprilie 2004 pentru a proteja 8 specii de animale. Situl a fost protejat și ca arie specială de conservare în februarie 2012.

## Biodiversitate
Situată în ecoregiunea continentală, aria protejată conține 3 habitate naturale: Râuri de munte și vegetația erbacee de pe malurile acestora, Râuri de munte și vegetația lor lemnoasă cu Salix elaeagnos, Păduri aluvionare cu Alnus glutinosa și Fraxinus excelsior (Alno-Padion, Alnion incanae, Salicion albae).
La baza desemnării sitului se află mai multe specii protejate de  pești (8): Barbus meridionalis, Cobitis elongata, zglăvoacă (Cottus gobio), Eudontomyzon spp., porcușorul de vad (Gobio uranoscopus), lostriță (Hucho hucho), Leuciscus souffia, dunăriță (Sabanejewia aurata).